# Herr Blum

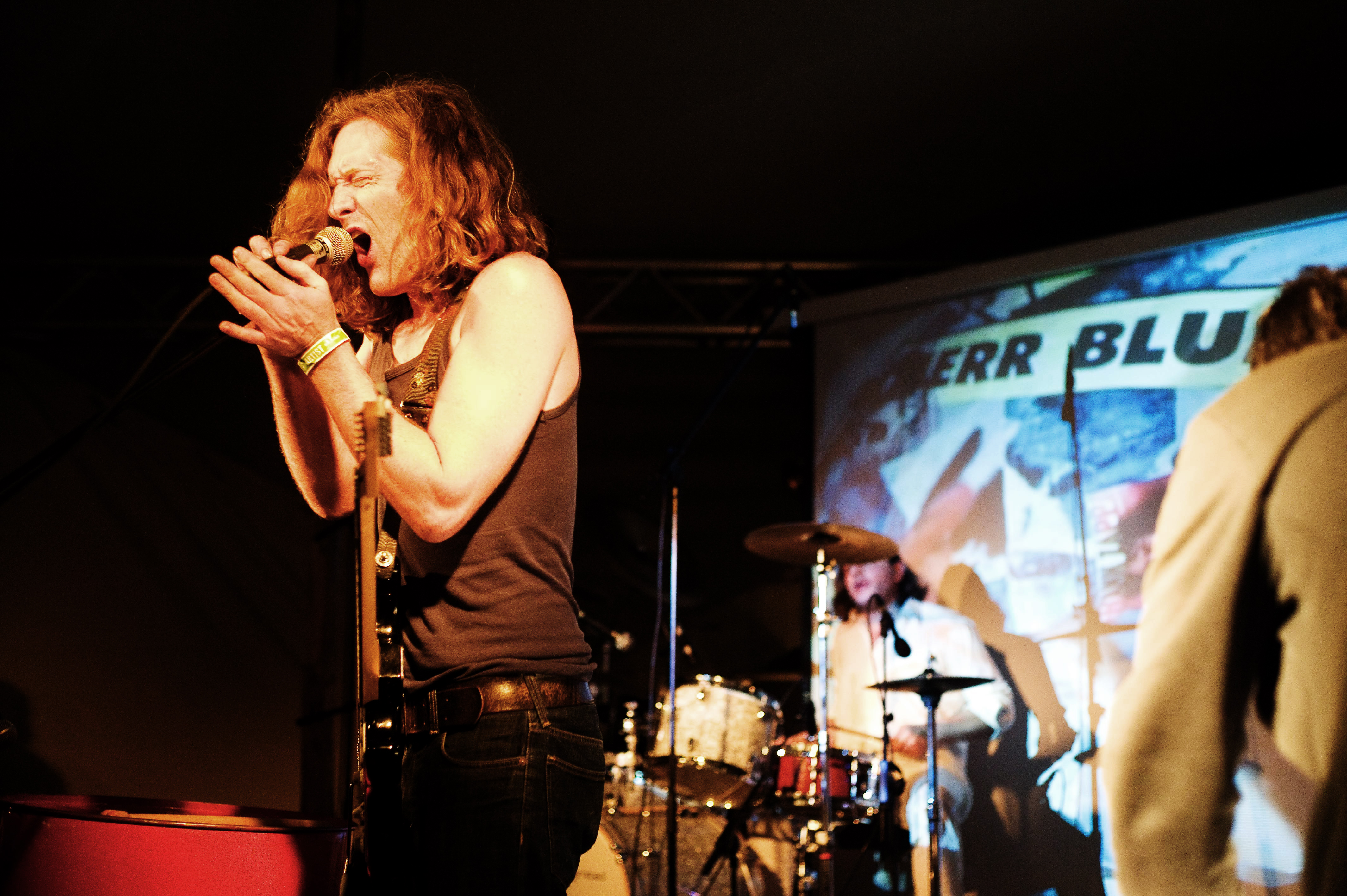
Herr Blum, 2017

Herr Blum ist eine deutsche Post-Punk-Band aus Berlin. Sie kombiniert Indie-Elemente mit Elektronik und deutschen Texten.

## Geschichte
Der Musiker und bildende Künstler Thomas Wagner, Gründer der Band, begann sein musikalisches Schaffen im Jahr 1983 mit der Avantgarde-Punk-Band Rosa Beton in Ost-Berlin. Im gleichen Jahr produzierte er mit dem Schlagzeuger Ronald Mausolf das gleichnamige Tape, das in der Punkszene der DDR Kultstatus erreichte.
Im Jahr 1987, erstmals unter dem Namen Herr Blum, wird die Musik von Thomas Wagner mit Aktionsmalerei des Vaters Jürgen Wagner auf die Bühne gebracht.
Erste Veröffentlichungen von Herr Blum ab 1987 sind musikalische Soloarbeiten von Wagner. Der Künstler entwickelte mittels Tonbandcollage, Gitarre, Beatbox und aus Schrott zusammengestelltem Schlagwerk die Grundlagen für erste Songexperimente. Diese Musikstücke klangen brachial, spröde und aggressiv. Die deutschsprachigen Texte wurden teilweise geschrien und zeigten, poetisch bis ins Surreale überhöht, die Realität der untergehenden sozialistischen Diktatur.
Seit 1989 tourt die Band europaweit in größerer Besetzung.
Es erfolgten Kooperationen u. a. mit Martin Agosti, Plattenmeister, Der Verlag, EFA Vertrieb, Goethe-Institut, Carl Hegemann, Lars Wünsche, Zensor, Irmgard Schmitz, Lutz Schramm, Thomas Spindler, Katja Lucker, Karl Walterbach, Amadis.

## Projekte/Mitmusiker
Rosa Beton
- Ronald Mausolf – Schlagzeug

Herr Blum
- Thomas Wagner – Elektronik, Gitarre, Gesang
- Jürgen Wagner – Aktionsmalerei
- Yref (= Rainer Frey) – Gitarre (1995)
- Jürgen Walkenbach – Schlagzeug (1995)
- Jörg Petri – Schlagzeug (1995)
- Tobias Körting – Schlagzeug (1998, ex Sperma Combo)
- Patrick Leuschner – Schlagzeug (ex Madonna Hip Hop Massaker, Das zuckende Vakuum)
- Thomas Trenkel – Bass
- Daniel Dorsch – E-Piano, Creative Sounds
- Alexander Lode – Schlagzeug  (ALP, Hands Up-Excitement!, Me to My Wall)

Tom Terror und das Beil
- Jörg Beilfuß – Schlagzeug (ex Expander des Fortschritts, Fabrik, Teurer denn je)

Krisis
- Peter Hollinger – Schlagzeug

Hexer
- Yref (= Rainer Frey) – Gitarre
- Robert Junge – Groovebox
- Patrick Leuschner – Schlagzeug
- Bru – Elektronik

Tribal Notes
- Gorby – Gesang (ex Tribal Notes)

Sensor
- Thomas Trenkel – Bass
- Till Trenkel – Schlagzeug (Blutige Knie)
- Michael Ziffels – e-Saxophon
- Milka (= Till Trenkel) – Schlagzeug
- Per Salzwedel – Elektronik

Rauschen
- Per Salzwedel – Elektronik
- Bianca Göbel – VJ

Punk Bourgeois
- Amelie Develay – Gesang (Van Raveschot)
- Tobias Körting – Schlagzeug

Lucifer and Me
- Julia Dimitroff – Cello

Hänger und Laster
- Warnfried Altmann – Saxophon

## Diskografie
- 1987: Herr Blum – Herr Blum kommt daher (Tape, Eigenveröffentlichung)
- 1988: Herr Blum – Fliegeralarm (CD, Eigenveröffentlichung)
- 1989: Sensor – Schock (EP, Eigenveröffentlichung)
- seit 1990: diverse Sampler z. B. Born in DDR (Justin)
- 1991: Herr Blum – Herr Blum (CD, Plattenmeister)
- 1993: Herr Blum – Schock (CD, Plattenmeister)
- 2008: Sensor – Träumer (EP, SingDeutsch)
- 2009: Sensor – Sensor (CD, SingDeutsch)
- 2010: Herr Blum – Ameisenstaat (CD, Fortschrittmusik)
- 2013: Hänger und Laster – Geritten (CD, MusicArt)
- 2014: Herr Blum – Bewegt Euch (CD, Fortschrittmusik)

## Auszeichnungen
- NDR-Hörfest 1991
- Berliner Senatsrock-Wettbewerb 1992
- Metrobeat 1993, 1994, 1995, 1996